# سیدنی پاکت (۱۸۲۶–۳۷)
سیدنی پاکت (۱۸۲۶–۳۷) (به انگلیسی: Sydney Packet (1826–37)) یک کشتی بود.